# Monoid
În matematică, un monoid este o structură algebrică formată dintr-o mulțime S și o "lege de compoziție internă" (operație binară pe S) asociativă și cu element neutru. Astfel, un monoid este un semigrup cu element neutru.
Operația monoidului este adesea notată multiplicativ (de exemplu, "*"), adică rezultatul aplicării operației asupra perechii ordonate (x, y) este notat x * y, {\displaystyle x\cdot y} sau chiar xy.
Într-un monoid nu există elemente simetrice, care prin compunere cu fiecare element al monoidului să dea elementul neutru al operației monoidului.
Cele mai simple exemple de monoid sunt pe mulțimea numerelor naturale, cu operațiile de adunare sau înmulțire, datorate inexistenței elementelor simetrice pentru aceste operații.

## Axiomele structurii de monoid
Reluând definiția, sunt îndeplinite următoarele axiome:
- (Lege de compoziție internă)

* : A × A → A
sau
Oricare ar fi 'x' și 'y' două elemente din A, avem adevărată relația: {\displaystyle x*y\in A}
- (Asociativitate)

Oricare ar fi 'x', 'y' și 'z' trei elemente din A, avem adevărată relația: x * (y * z) = (x * y) * z.
- (Element neutru)

Există "e" un element din A astfel încât: oricare ar fi 'x' un element arbitrar din A, avem relațiile: e * x = x * e = x.